# Olearia
Olearia is een geslacht uit de composietenfamilie (Asteraceae). De soorten komen voor in Australië, Nieuw-Zeeland en Nieuw-Guinea. Het geslacht is vernoemd naar Johann Gottfried Olearius, een Duitse theoloog en dichter van kerkliederen en de auteur van Specimen Florae Hallensis.

## Soorten
- Olearia adenocarpa Molloy & Heenan
- Olearia adenolasia (F.Muell.) F.Muell. ex Benth.
- Olearia adenophora (F.Muell.) F.Muell.
- Olearia aglossa (Maiden & Betche) Lander
- Olearia albida Hook.f.
- Olearia algida N.A.Wakef.
- Olearia allomii Kirk
- Olearia alpicola (F.Muell.) F.Muell. ex Benth.
- Olearia angulata Kirk
- Olearia angustifolia Hook.f.
- Olearia arborescens (G.Forst.) Cockayne & Laing
- Olearia archeri Lander
- Olearia arckaringensis P.J.Lang
- Olearia argophylla (Labill.) F.Muell. ex Benth.
- Olearia arguta Benth.
- Olearia arida E.Pritz.
- Olearia asterotricha (F.Muell.) F.Muell. ex Benth.
- Olearia astroloba Lander & N.G.Walsh
- Olearia avicenniifolia Hook.f.
- Olearia axillaris (DC.) F.Muell. ex Benth.
- Olearia ballii (F.Muell.) F.Muell. ex Hemsl.
- Olearia bella A.R.Bean & Jobson
- Olearia boorabbinensis Hochr.
- Olearia brachyphylla (F.Muell. ex Sond.) N.A.Wakef.
- Olearia brevipedunculata N.G.Walsh
- Olearia buchananii Kirk
- Olearia bullata H.D.Wilson & Garn.-Jones
- Olearia burgessii Lander
- Olearia calcarea F.Muell. ex Benth.
- Olearia canescens Hutch.
- Olearia capillaris Buchanan
- Olearia cassiniae (F.Muell.) F.Muell. ex Benth.
- Olearia chathamica Kirk
- Olearia cheesemanii Cockayne & Allan
- Olearia chrysophylla (DC.) Benth.
- Olearia ciliata (Benth.) F.Muell. ex Benth.
- Olearia cinerea Mattf.
- Olearia clemensiae Mattf.
- Olearia colensoi Hook.f.
- Olearia cordata Lander
- Olearia coriacea Kirk
- Olearia covenyi Lander
- Olearia crebra E.K.Cameron & Heenan
- Olearia crenifingens Mattf.
- Olearia crosby-smithiana Petrie
- Olearia cuneifolia A.R.Bean & M.T.Mathieson
- Olearia curticoma N.G.Walsh
- Olearia cydoniifolia (DC.) Benth.
- Olearia cymbifolia (Hook.f.) Cheeseman
- Olearia decurrens (DC.) Benth.
- Olearia dibrachiata D.J.N.Hind & R.J.Johns
- Olearia durifolia J.Kost.
- Olearia elaeophila (DC.) F.Müll. ex Benth.
- Olearia elliptica DC.
- Olearia eremaea Lander
- Olearia ericoides (Steetz) N.A.Wakef.
- Olearia erubescens (Sieber ex Spreng.) Dippel
- Olearia excorticata Buchanan
- Olearia exiguifolia (F.Muell.) F.Muell. ex Benth.
- Olearia exilis S.Moore
- Olearia ferresii (F.Muell.) F.Muell. ex Benth.
- Olearia fimbriata Heads
- Olearia floccosa J.Kost.
- Olearia flocktoniae Maiden & Betche
- Olearia floribunda (Hook.f.) Benth.
- Olearia fluvialis Lander
- Olearia fragrantissima Petrie
- Olearia frostii (F.Muell.) J.H.Willis
- Olearia furfuracea (A.Rich.) Hook.f.
- Olearia gardneri Heads
- Olearia glandulosa (Labill.) Benth.
- Olearia glutinosa (Lindl.) Benth.
- Olearia gordonii Lander
- Olearia grandiflora Hook.
- Olearia gravis (F.Muell.) F.Muell. ex Benth.
- Olearia haastii Hook.f.
- Olearia hectorii Hook.f.
- Olearia heterocarpa S.T.Blake
- Olearia heterolepis Mattf.
- Olearia heterotricha Mattf.
- Olearia homolepis (F.Muell.) F.Muell. ex Benth.
- Olearia hooglandii J.Kost.
- Olearia hookeri (F.Muell. ex Sond.) Benth.
- Olearia humilis Lander
- Olearia hygrophila (DC.) Benth.
- Olearia ilicifolia  Hook.f.
- Olearia imbricata (Turcz.) Benth.
- Olearia incana (D.A.Cooke) Lander
- Olearia incondita Lander
- Olearia iodochroa (F.Muell.) F.Muell. ex Benth.
- Olearia kernotii Muell.
- Olearia laciniifolia Lander
- Olearia lacunosa Hook.f.
- Olearia lanata J.Kost.
- Olearia lanceolata (Benth.) D.I.Morris
- Olearia lanuginosa (J.H.Willis) N.A.Wakef.
- Olearia lasiophylla Lander
- Olearia laxiflora Kirk
- Olearia ledifolia (DC.) Benth.
- Olearia lehmanniana (Steetz) Lander
- Olearia lepidophylla (Pers.) Benth.
- Olearia lepidota Mattf.
- Olearia leptocephala J.Kost.
- Olearia lineata (Kirk) Cockayne
- Olearia lirata (Sims) Hutch.
- Olearia lyallii Hook.f.
- Olearia macdonnellensis D.A.Cooke
- Olearia macrodonta Baker
- Olearia magniflora (F.Muell.) F.Muell. ex Benth.
- Olearia megalophylla (F.Muell.) F.Muell. ex Benth.
- Olearia microdisca J.M.Black
- Olearia microphylla (Vent.) Maiden & Betche
- Olearia minor (Benth.) Lander
- Olearia montana Lander
- Olearia monticola F.M.Bailey
- Olearia mooneyi  (F.Muell.) F.Muell. ex Hemsl.
- Olearia moschata Hook.f.
- Olearia mucronata Lander
- Olearia muelleri (Sond.) Benth.
- Olearia muricata (Steetz) Benth.
- Olearia myrsinoides (Labill.) F.Muell. ex Benth.
- Olearia nernstii (F.Muell.) F.Muell. ex Benth.
- Olearia newbeyi Lander
- Olearia nummulariifolia (Hook.f.) Hook.f.
- Olearia obcordata (Hook.f.) Benth.
- Olearia obovata Mattf.
- Olearia occidentissima Lander
- Olearia odorata Petrie
- Olearia oleifolia Kirk
- Olearia oliganthema F.Muell. ex Benth.
- Olearia oporina (G.Forst.) Hook.f.
- Olearia oppositifolia (F.Muell.) Lander
- Olearia orientalis A.R.Bean & Jobson
- Olearia pachycephala J.Kost.
- Olearia pachyphylla Cheeseman
- Olearia pallida J.Kost.
- Olearia paniculata Druce
- Olearia pannosa Hook.
- Olearia passerinoides (Turcz.) Benth.
- Olearia paucidentata (Steetz) Benth.
- Olearia persoonioides  (DC.) Benth.
- Olearia phlogopappa (Labill.) DC.
- Olearia picridifolia Benth.
- Olearia pimeleoides  (DC.) Benth.
- Olearia pinifolia (Hook.f.) Benth.
- Olearia platyphylla Mattf.
- Olearia plucheacea  Lander
- Olearia polita H.D.Wilson & Garn.-Jones
- Olearia propinqua S.Moore
- Olearia quercifolia DC.
- Olearia quinquevulnera Heenan
- Olearia ramosissima (DC.) Benth.
- Olearia ramulosa (Labill.) Benth.
- Olearia rani Druce
- Olearia revoluta F.Muell. ex Benth.
- Olearia rosmarinifolia (DC.) Benth.
- Olearia rudis (Benth.) F.Muell. ex Benth.
- Olearia rufa J.Kost.
- Olearia rugosa (W.Archer bis) Hutch.
- Olearia sarawaketensis Mattf.
- Olearia semidentata Decne. ex Hook.
- Olearia solandri Hook.f.
- Olearia speciosa Hutch.
- Olearia spectabilis J.Kost.
- Olearia stellulata DC.
- Olearia stenophylla N.G.Walsh
- Olearia stilwellae Blakely
- Olearia stricta Benth.
- Olearia strigosa (Steetz) Benth.
- Olearia stuartii (F.Muell.) F.Muell. ex Benth.
- Olearia suavis Cheeseman
- Olearia subspicata (Hook.) Benth.
- Olearia suffruticosa D.A.Cooke
- Olearia tasmanica W.M.Curtis
- Olearia telmatica Heenan & de Lange
- Olearia tenuifolia (DC.) Benth.
- Olearia teretifolia (Sond.) F.Muell. ex Benth.
- Olearia thomsonii Cheeseman
- Olearia tomentosa (J.C.Wendl.) DC.
- Olearia townsonii Cheeseman
- Olearia traillii Kirk
- Olearia traversiorum (F.Muell.) Hook.f.
- Olearia trifurcata Lander
- Olearia tubuliflora (Sond. & F.Muell.) Benth.
- Olearia velutina J.Kost.
- Olearia vernonioides C.T.White & W.D.Francis
- Olearia virgata Hook.f.
- Olearia viscidula (F.Muell.) Benth.
- Olearia viscosa (Labill.) Benth.
- Olearia xerophila (F.Muell.) F.Muell. ex Benth.

## Hybriden
- Olearia × matthewsii P.Heenan